# Episodi di Mr. Novak (seconda stagione)
La seconda stagione della serie televisiva Mr. Novak è andata in onda negli Stati Uniti dal 22 settembre 1964 al 27 aprile 1965 sulla NBC.
| nº | Titolo originale                                      | Prima TV USA      |
| -- | ----------------------------------------------------- | ----------------- |
| 1  | Moonlighting                                          | 22 settembre 1964 |
| 2  | With a Hammer in His Hand, Lord, Lord!                | 29 settembre 1964 |
| 3  | Visions of Sugar Plums                                | 6 ottobre 1964    |
| 4  | Little Girl Lost                                      | 20 ottobre 1964   |
| 5  | One Monday Afternoon                                  | 27 ottobre 1964   |
| 6  | Let's Dig a Little Grammar                            | 10 novembre 1964  |
| 7  | The People Doll: You Wind It Up and It Makes Mistakes | 17 novembre 1964  |
| 8  | Boy Under Glass                                       | 24 novembre 1964  |
| 9  | Born of Kings and Angels                              | 1º dicembre 1964  |
| 10 | "A" Is for Anxiety                                    | 8 dicembre 1964   |
| 11 | Johnny Ride the Pony                                  | 15 dicembre 1964  |
| 12 | Beyond a Reasonable Doubt                             | 22 dicembre 1964  |
| 13 | Love Among the Grown-Ups                              | 29 dicembre 1964  |
| 14 | From the Brow of Zeus                                 | 5 gennaio 1965    |
| 15 | An Elephant Is Like a Tree                            | 12 gennaio 1965   |
| 16 | Enter a Strange Animal                                | 19 gennaio 1965   |
| 17 | Beat the Plowshares, Edge the Sword                   | 26 gennaio 1965   |
| 18 | Faculty Follies: Part 1                               | 2 febbraio 1965   |
| 19 | Faculty Follies: Part 2                               | 9 febbraio 1965   |
| 20 | The Silent Dissuaders                                 | 16 febbraio 1965  |
| 21 | Mountains to Climb                                    | 23 febbraio 1965  |
| 22 | May Day, May Day                                      | 2 marzo 1965      |
| 23 | Where Is There to Go, Billie, But Up?                 | 9 marzo 1965      |
| 24 | The Tender Twigs                                      | 16 marzo 1965     |
| 25 | Honor - and All That                                  | 23 marzo 1965     |
| 26 | The Student Who Never Was                             | 30 marzo 1965     |
| 27 | There's a Penguin in My Garden                        | 6 aprile 1965     |
| 28 | The Firebrand                                         | 13 aprile 1965    |
| 29 | And Then I Wrote                                      | 20 aprile 1965    |
| 30 | Once a Clown                                          | 27 aprile 1965    |

## Moonlighting
- Prima televisiva: 22 settembre 1964
- Diretto da: Richard Donner
- Scritto da: Meyer Dolinsky

### Trama
- Guest star: K. T. Stevens (Holly Bradwell), Bert Freed (Lorimer), Mabel Albertson (Mrs. Ring), Bill Zuckert (Arthur Bradwell)

## With a Hammer in His Hand, Lord, Lord!
- Prima televisiva: 29 settembre 1964
- Diretto da: Allen Reisner
- Scritto da: John D. F. Black

### Trama
- Guest star: Vince Howard (Pete Butler), Marjorie Corley (Rosemary Dorsey), Tim McIntire (Lee Darragh), Walter Koenig (Jim Casey), Arthur Franz (detective Sgt. Sol Moss), Simon Oakland (Carl Green)

## Visions of Sugar Plums
- Prima televisiva: 6 ottobre 1964
- Diretto da: Paul Wendkos
- Scritto da: Joseph Calvelli

### Trama
- Guest star: Beverly Washburn (Ruth), Bobby Diamond (Gus), Vince Howard (Pete Butler), Adrienne Hayes (Marion), Phyllis Avery (Ruth Wilkinson), Eddie Albert (Charlie O'Rourke)

## Little Girl Lost
- Prima televisiva: 20 ottobre 1964
- Diretto da: Paul Wendkos
- Scritto da: Betty Ulius

### Trama
- Guest star: Arthur Franz (detective Sgt. Sol Moss), Jimmy Bates (Warren), Jean Engstrom (Mrs. Currie), Buck Taylor (Nick Bradley), Karen Green (Judy), Davey Davison (Edie Currie)

## One Monday Afternoon
- Prima televisiva: 27 ottobre 1964
- Diretto da: Paul Wendkos
- Scritto da: Herman Groves, Mel Goldberg

### Trama
- Guest star: Allan Hunt (Jerry Donan), Ross Elliott (Millard Wright), Brooke Bundy (Carol Walker), Simon Scott (Ralph Donan), Claude Akins (Lou Myerson)

## Let's Dig a Little Grammar
- Prima televisiva: 10 novembre 1964
- Diretto da: Joseph Sargent
- Scritto da: Mel Goldberg

### Trama
- Guest star: Allen Sherman (Georgie), Harvey Lembeck (Vic Rizzo), Johnny Crawford (Jo Jo Rizzo), Tommy Sands (Ray Wilson)

## The People Doll: You Wind It Up and It Makes Mistakes
- Prima televisiva: 17 novembre 1964
- Diretto da: Herschel Daugherty
- Scritto da: John D. F. Black

### Trama
- Guest star: Burt Brinckerhoff (Joe Keenan), Bonnie Beecher (Gina Czarnecki), Malachi Throne (Frank Czarnecki)

## Boy Under Glass
- Prima televisiva: 24 novembre 1964
- Diretto da: Allen Reisner
- Scritto da: Mel Goldberg

### Trama
- Guest star: Juanita Moore (Ellen Towner), Leo Durocher (se stesso), Frank Silvera (Andy Towner), Arch Johnson (Coach Brewer), Wayne Grice (Frank Turner)

## Born of Kings and Angels
- Prima televisiva: 1º dicembre 1964
- Diretto da: Paul Wendkos
- Scritto da: George Clayton Johnson

### Trama
- Guest star: Peter Helm (Vern), Lynn Loring (June), Ford Rainey (Eason)

## "A" Is for Anxiety
- Prima televisiva: 8 dicembre 1964
- Diretto da: Allen Reisner
- Soggetto di: Carol Sobieski

### Trama
- Guest star: Norma Connolly (Mrs. Parker), Richard Carlyle (Parker), Hank Jones (Lewis), Robert Cornthwaite (Gentry), June Harding (Karen Parker)

## Johnny Ride the Pony
- Prima televisiva: 15 dicembre 1964
- Diretto da: Allen H. Miner
- Scritto da: David P. Harmon

### Trama
- Guest star: Tony Dow (Mike Kenyon), Robert Logan (Jerry Hendricks), Denver Pyle (Brill)

## Beyond a Reasonable Doubt
- Prima televisiva: 22 dicembre 1964
- Diretto da: Richard Donner
- Scritto da: Martha Wilkerson

### Trama
- Guest star: Jack Chaplain (Bryan), James Flavin (Fire Chief Hawkins), Robert Random (Eddie), Melinda Plowman (Mindy), Susan Tyrrell (Phyllis Freuchen)

## Love Among the Grown-Ups
- Prima televisiva: 29 dicembre 1964
- Diretto da: Abner Biberman
- Scritto da: Harold Gast

### Trama
- Guest star: Baynes Barron (Westfall), Karl Swenson (Superintendant Haskell), Lane Bradbury (Ellen Westfall), Alexander Scourby (George Andreas), Stephen Roberts (Peeples), Loretta Kelly (Jane), Elizabeth Goldstein (Phyllis), Skip Torgerson (Don), Joan Robinson (Nina), Gary Waynesmith (Paul), Phillip Terry (Burr), Geraldine Brooks (Claire Andreas)

## From the Brow of Zeus
- Prima televisiva: 5 gennaio 1965
- Diretto da: Ron Winston
- Scritto da: Mel Goldberg

### Trama
- Guest star: Rickie Sorensen (Eddie), Patricia Morrow (Sandra), Joyce Van Patten (Avis Brown), Fred Maxwell (Wally Brown), Beverly Washburn (Edith), Harvey Grant (Dave), Michel Petit (Michael Brown)

## An Elephant Is Like a Tree
- Prima televisiva: 12 gennaio 1965
- Diretto da: Abner Biberman
- Scritto da: John D. F. Black

### Trama
- Guest star: Vince Howard (Pete Butler), Marjorie Corley (Rosemary Dorsey), Celeste Holm (Rose Herrod), Edward Asner (Paul Berg), Tony Bill (Chris Herrod)

## Enter a Strange Animal
- Prima televisiva: 19 gennaio 1965
- Diretto da: Alvin Ganzer
- Scritto da: Alvin Sargent

### Trama
- Guest star: Adrienne Marden (Mrs. Selkirk), David Macklin (Charles Stoddard), Nehemiah Persoff (Henry Selkirk), Martin Landau (Robert Coolidge)

## Beat the Plowshares, Edge the Sword
- Prima televisiva: 26 gennaio 1965
- Diretto da: Alvin Ganzer
- Scritto da: Gilbert Ralston

### Trama
- Guest star: Jimmy Hawkins (Peter Beatty), Tom Nardini (Abel King), Mark Slade (Lee Manson), Stephen Mines (Stuart Miller), Caroline Kido (Nancy), Carolyne Barry (Jennifer), Lyle Bettger (Brigham), Harold Stone (Joe Garvin)

## Faculty Follies: Part 1
- Prima televisiva: 2 febbraio 1965
- Diretto da: Joseph Sargent
- Scritto da: Meyer Dolinsky

### Trama
- Guest star: Burgess Meredith (Martin Woodridge), Andre Philippe (Everett Johns), David Sheiner (Paul Webb), Cloris Leachman (Dorothy Hummer)

## Faculty Follies: Part 2
- Prima televisiva: 9 febbraio 1965
- Diretto da: Joseph Sargent
- Scritto da: Meyer Dolinsky

### Trama
- Guest star: Shirley O'Hara (Miss Sullivan), Katharine Ross (Mrs. Bellway), Cloris Leachman (Dorothy Hummer), Anna Lee (Mrs. Woodridge), Gloria Calomee (Betty), Heather North (Felicia), Michael Hardstark (Ken), Burgess Meredith (Martin Woodridge)

## The Silent Dissuaders
- Prima televisiva: 16 febbraio 1965
- Diretto da: Allen Reisner
- Scritto da: Betty Ulius

### Trama
- Guest star: Edmon Ryan (Ralph Wheeler), Buck Taylor (Scott Lawson), Frances Reid (Elsie Wheeler), Claudine Longet (Sharhri Javid), Kim Darby (Judy Wheeler)

## Mountains to Climb
- Prima televisiva: 23 febbraio 1965
- Diretto da: Paul Wendkos
- Scritto da: John D. F. Black, Roland Wolpert

### Trama
- Guest star: Nancy Hadley (Ann Stillman), Malachi Throne (Tom Norson), Milton Selzer (Ted Canford), Howard Duff (Joe Stillman)

## May Day, May Day
- Prima televisiva: 2 marzo 1965
- Diretto da: Ida Lupino
- Scritto da: John D. F. Black

### Trama
- Guest star: Donald Harron (Bud Walker), Whit Bissell (Karl Bellini), Walter Brooke (Jess Capper), Candace Howard (Martha Gunn)

## Where Is There to Go, Billie, But Up?
- Prima televisiva: 9 marzo 1965
- Diretto da: Abner Biberman
- Soggetto di: Herman Groves, Mel Goldberg

### Trama
- Guest star: Alley Mills (Billie), Paul Mantee (Hal Williams), Lois Nettleton (Jean Corcoran)

## The Tender Twigs
- Prima televisiva: 16 marzo 1965
- Diretto da: Joseph Sargent
- Scritto da: Robert Presnell, Jr., Mel Goldberg

### Trama
- Guest star: Johnny Crawford (USSR Delegate), Robert Crawford, Jr. (Cuban Delegate), Harry Townes (Walter MacTell), Tony Dow (U.S. Delegate), Noah Keen (dottor Manzoni), Rita Lynn (Edith MacTell), Robert Ellenstein (Philip Goddard), Peter Helm (Assembly President), Robert Culp (Frank Menlow)

## Honor - and All That
- Prima televisiva: 23 marzo 1965
- Diretto da: Paul Wendkos
- Scritto da: Jerry McNeely

### Trama
- Guest star: Buck Taylor (Don), Charles Briles (Ken), Beau Bridges (Jaytee Bartlett), Stephen Mines (Bill Graves), Alexander Lockwood (Collins), Michael J. Pollard (Go-Go Reader)

## The Student Who Never Was
- Prima televisiva: 30 marzo 1965
- Diretto da: Paul Wendkos
- Scritto da: Meyer Dolinsky

### Trama
- Guest star: Patricia Morrow (Abigail), Russell Horton (Ed), Bonnie Beecher (Valerie), Robert Random (Phil), Robert Walker Jr. (Dick Sullivan)

## There's a Penguin in My Garden
- Prima televisiva: 6 aprile 1965
- Diretto da: Alvin Ganzer
- Scritto da: John D. F. Black

### Trama
- Guest star: Vera Miles (Sorella Gervaise), Robert Random (Joey Caldwell), Pat Harrington, Jr. (Thomas Kelly), Hank Jones (Lewis), Angela Clarke (Mother General), Walter Brooke (Jess Capper)

## The Firebrand
- Prima televisiva: 13 aprile 1965
- Diretto da: Michael O'Herlihy
- Scritto da: Harold Gast

### Trama
- Guest star: Ben Yaffee (Loomis), Tommy Rettig (Frank), Julie Sommars (Ellen Cable), Frank Marth (Gorman), Tisha Sterling (Myra), Keg Johnson (Larry), Peter Wayne (George), George Ives (Ingram), Lauren Gilbert (Bronson), Walter Koenig (Jim Carsey)

## And Then I Wrote
- Prima televisiva: 20 aprile 1965
- Diretto da: Abner Biberman
- Scritto da: Mel Goldberg

### Trama
- Guest star: Louise Latham (Adele), Harlan Tuckman (Harlan), Mike Kellin (Lester Lewin), Norman Fell (Barney Sanders), William Morrison (Dave), Robert Lipton (George), Peggy Lipton (Selma), Don Mitchell (Chuck), Tommy Sands (Gary Lewin)

## Once a Clown
- Prima televisiva: 27 aprile 1965
- Diretto da: Abner Biberman
- Scritto da: Mel Goldberg

### Trama
- Guest star: Don Grady (Hank Nelby), June Lockhart (Mrs. Nelby), Jim Henaghan (Tommy), Tom Drake (Powell), Frank Gerstle (Adams)